# Ctirad Kohoutek
Ctirad Kohoutek (ur. 18 marca 1929 w Zábřehu, zm. 19 września 2011 w Brnie) – czeski kompozytor.

## Życiorys
Brat astronoma Luboša Kohoutka. Studiował w konserwatorium w Brnie u Viléma Petrželki, następnie w latach 1949–1953 był uczniem Jaroslava Kvapila w Akademii Sztuk Scenicznych im. Leoša Janáčka. Od 1953 roku był asystentem, a od 1965 roku docentem i kierownikiem katedry kompozycji na tej uczelni. W 1973 roku uzyskał stopień doktora na Uniwersytecie Palackiego w Ołomuńcu. Od 1980 roku był profesorem kompozycji w Konserwatorium Praskim.
W 1963 roku uczestniczył w kursach kompozytorskich Witolda Lutosławskiego w Summer School of Music w Darlington. Uczęszczał też na zajęcia u Györgya Ligetiego i Pierre’a Bouleza na Międzynarodowych Letnich Kursach Nowej Muzyki w Darmstadcie. Od 1980 do 1987 roku był dyrektorem artystycznym České filharmonie. Laureat nagrody im. Leoša Janáčka (1975) oraz tytułu Zasłużonego Artysty (1988).
Opublikował prace Novodobé skladebné teorie západoevropské hudby (Praga 1962), Projektová hudební kompozice (Praga 1969) i Hudební styly s hlediska skladatele (Praga 1975).

## Twórczość
W początkowym etapie swojej twórczości posługiwał się tradycyjnymi formami, z wyraźną inspiracją folklorem morawskim. Później zaadaptował system dwunastotonowy i serializm. W połowie lat 60. wypracował własną technikę kompozytorską, tzw. projektowanie kompozycji muzycznej, opartą na graficznym opracowaniu schematu architektonicznego i wypełnianiu go na dalszym etapie pracy.

## Ważniejsze kompozycje
(na podstawie materiałów źródłowych)

### Utwory orkiestrowe
- poemat symfoniczny Mnichov (1952–1953)
- Festivalová předehra (1955–1956)
- Koncert skrzypcowy (1958)
- symfonia Velký přelom (1960–1962)
- Symfonické tance (1961)
- Symfonietta (1962–1963)
- Concertino na wiolonczelę i orkiestrę kameralną (1964)
- Preludia na orkiestrę kameralną (1965)
- Teatro al mondo (1968–1969)
- Panteon (1970)
- Slavonstní prolog (1971)
- Slavností světla (1975)
- Symfonické aktuality (1976–1978)
- Pocta životu (1988–1989)

### Utwory kameralne
- Sonatina semplice na obój i fortepian (1950)
- Suita romantica na altówkę i fortepian  (1957)
- Suita na kwintet dęty (1958–1959)
- Kwartet smyczkowy (1959)
- Memento 1967 na perkusję i instrumenty dęte (1966)
- Panychida letní noci: Hudba o dvou zvukových vrstvách na 2 altówki, 2 fortepiany, perkusję i taśmę (1968)
- Tkaniny doby na klarnet basowy lub wiolonczelę, fortepian i perkusję (1977)
- Minuty jara na kwintet dęty (1980)
- 3 wariacje na temat tańców ludowych na 2 akordeony lub zespół akordeonów (1986)
- Motivy léta na skrzypce, wiolonczelę i fortepian (1990)
- Žerty a úsměvy na obój, klarnet i fagot (1991)
- V zahradách chrámu Kyota na rożek angielski, klarnet basowy i perkusję (1992)
- Zimní ticha na instrumenty dęte i perkusję (1992–1993)
- Oživené zátiší na róg (1994)
- Podzimní zpěvy na kwartet smyczkowy (1994–1995)
- Promeny vody na 4 flety (1996)

### Utwory organowe
- Dávno je tomu (1998)

### Utwory wokalno-instrumentalne
- Za vsěchny děti: Ukolébavka černošské mamy na kontralt, chór i orkiestrę (1951–1952)
- Pátý živel na recytatora i małą orkiestrę (1964)
- Hudební žerty na chór dziecięcy, fortepian i perkusję (1980)
- Země jako zahrádka na chór mieszany i zespół instrumentów (1981)
- Zrození člověka na głosy męskie i żeńskie i orkiestrę lub fortepian (1981)
- Broskvička na chór, fortepian i perkusję (1993)

### Opera
- O Kohoutkovi a Slepičce (1988–1989)